# 坎貝爾氏族
坎貝爾氏族（蘇格蘭蓋爾語： 英語：）高地苏格兰氏族，历史上是苏格兰最强大的高地氏族，封地位于阿盖尔郡，氏族首领后来先后成为阿盖尔伯爵和公爵。该氏族后参与组建了黑卫士兵团。知名人物有第一代阿盖尔侯爵阿奇博尔德·坎贝尔和第九代阿盖尔伯爵阿奇博尔德·坎贝尔。